# Revaz Lashji
Revaz Lashji –en georgiano: რევაზ ლაშხი– (Bordzhomi, 26 de mayo de 1988) es un deportista georgiano que compitió en lucha grecorromana.
Participó en los Juegos Olímpicos de Londres 2012, obteniendo una medalla de plata en la categoría de 60 kg. Ganó una medalla de oro en el Campeonato Europeo de Lucha de 2011.

## Palmarés internacional
| Juegos Olímpicos   | Juegos Olímpicos      | Juegos Olímpicos | Juegos Olímpicos |
| Año                | Lugar                 | Medalla          | Categoría        |
| ------------------ | --------------------- | ---------------- | ---------------- |
| 2012               | Londres (Reino Unido) | Medalla de plata | 60 kg            |
| Campeonato Europeo |                       |                  |                  |
| Año                | Lugar                 | Medalla          | Categoría        |
| 2011               | Dortmund (Alemania)   | Medalla de oro   | 60 kg            |